# Яблуня ягідна
Яблуня ягідна, яблуня сибірська, (лат. Malus baccata) — вид плодового дерева родини розоцвітих.

## Поширення

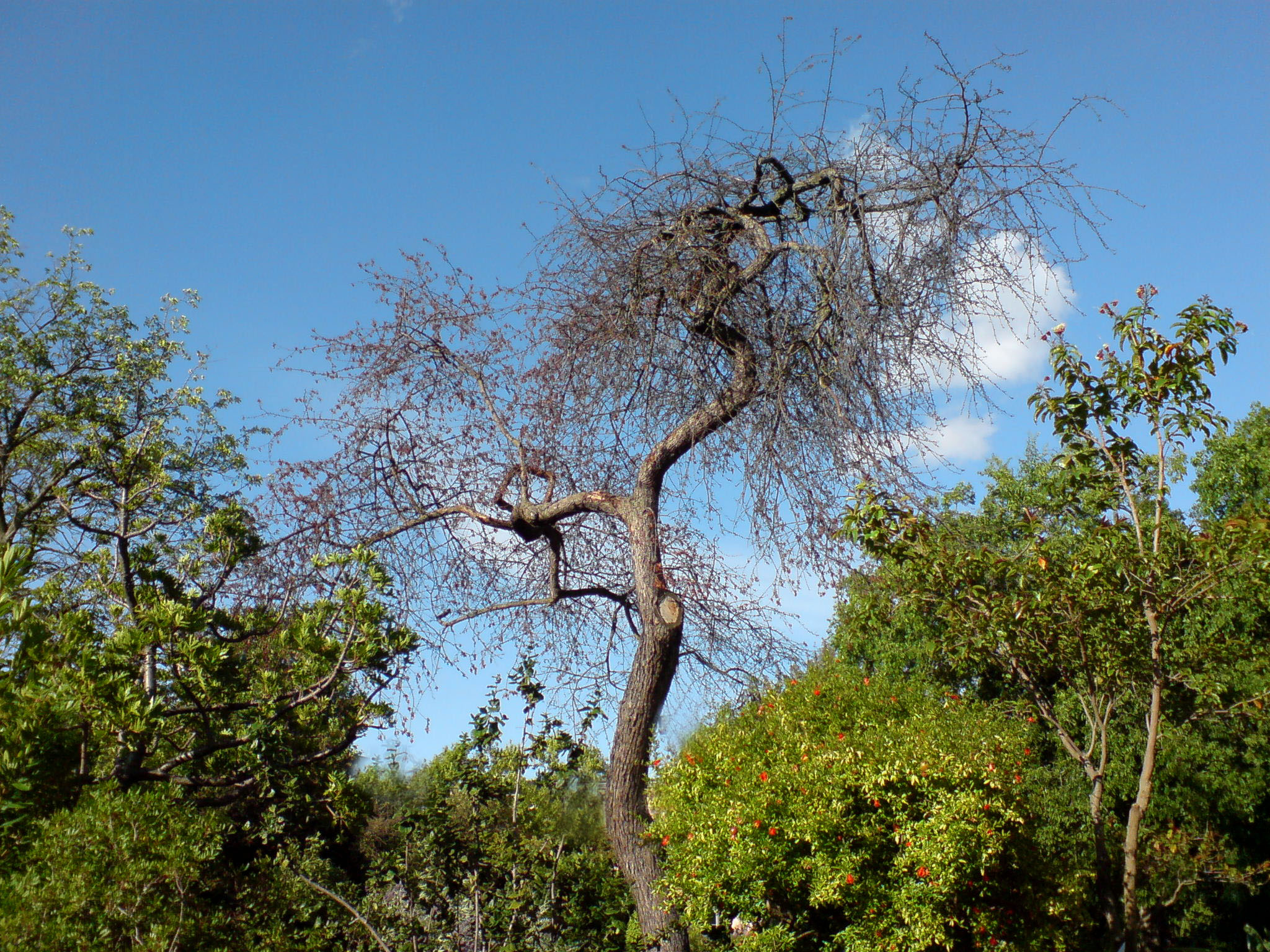
Яблуня ягідна в Ботанічному саду Лейпцига

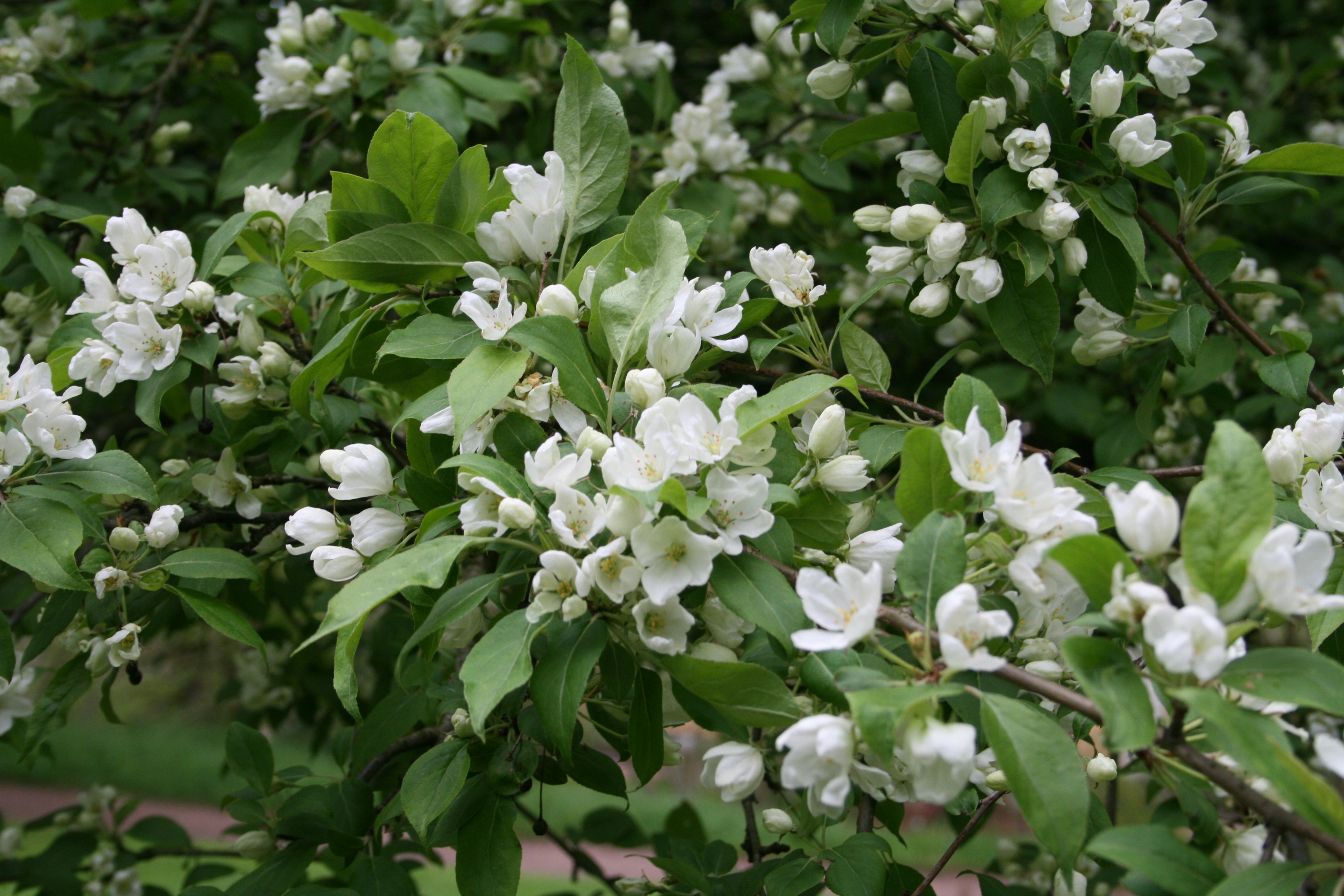
Квіти яблуні ягідної

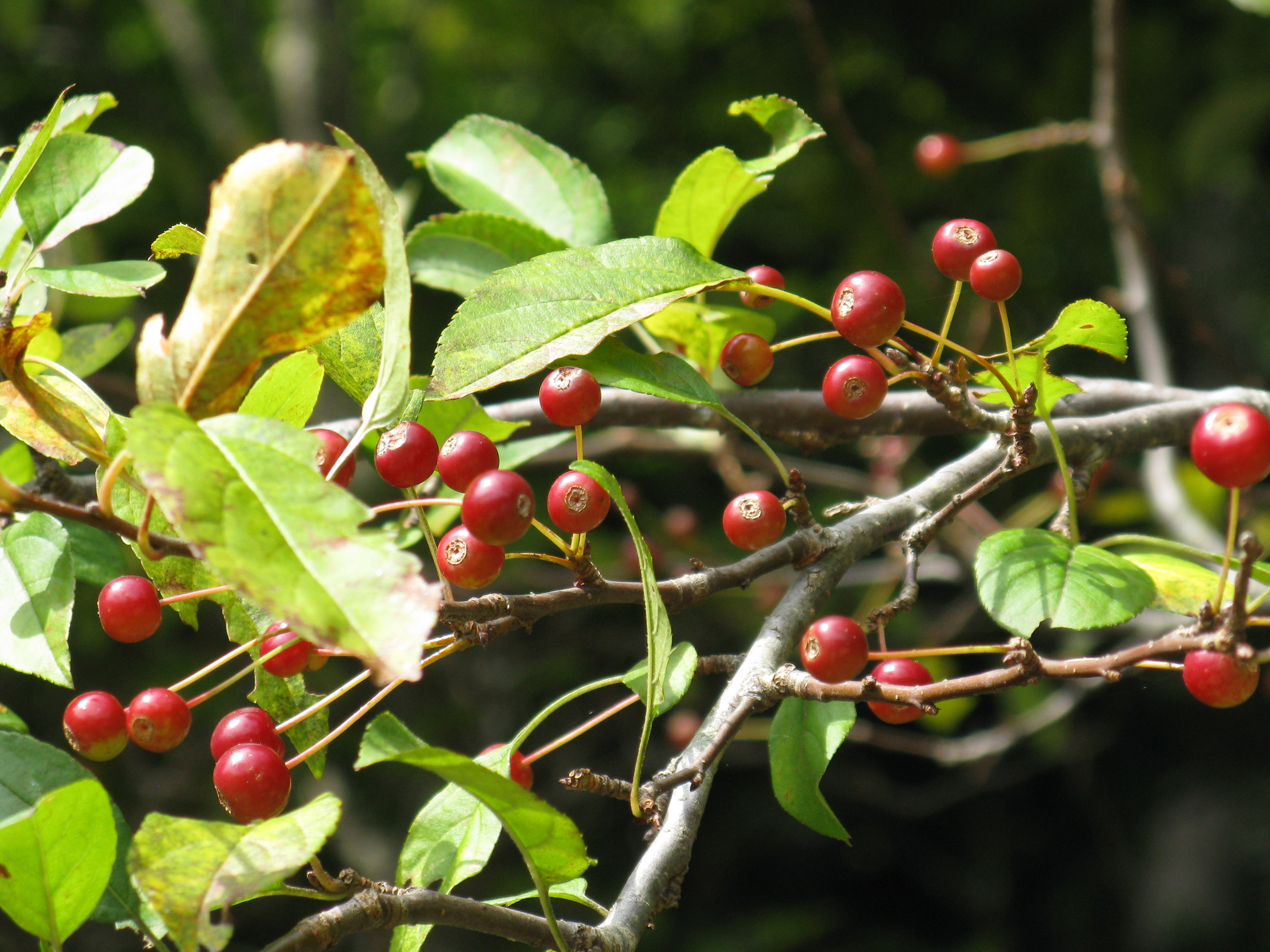
Malus baccata var hymalaica

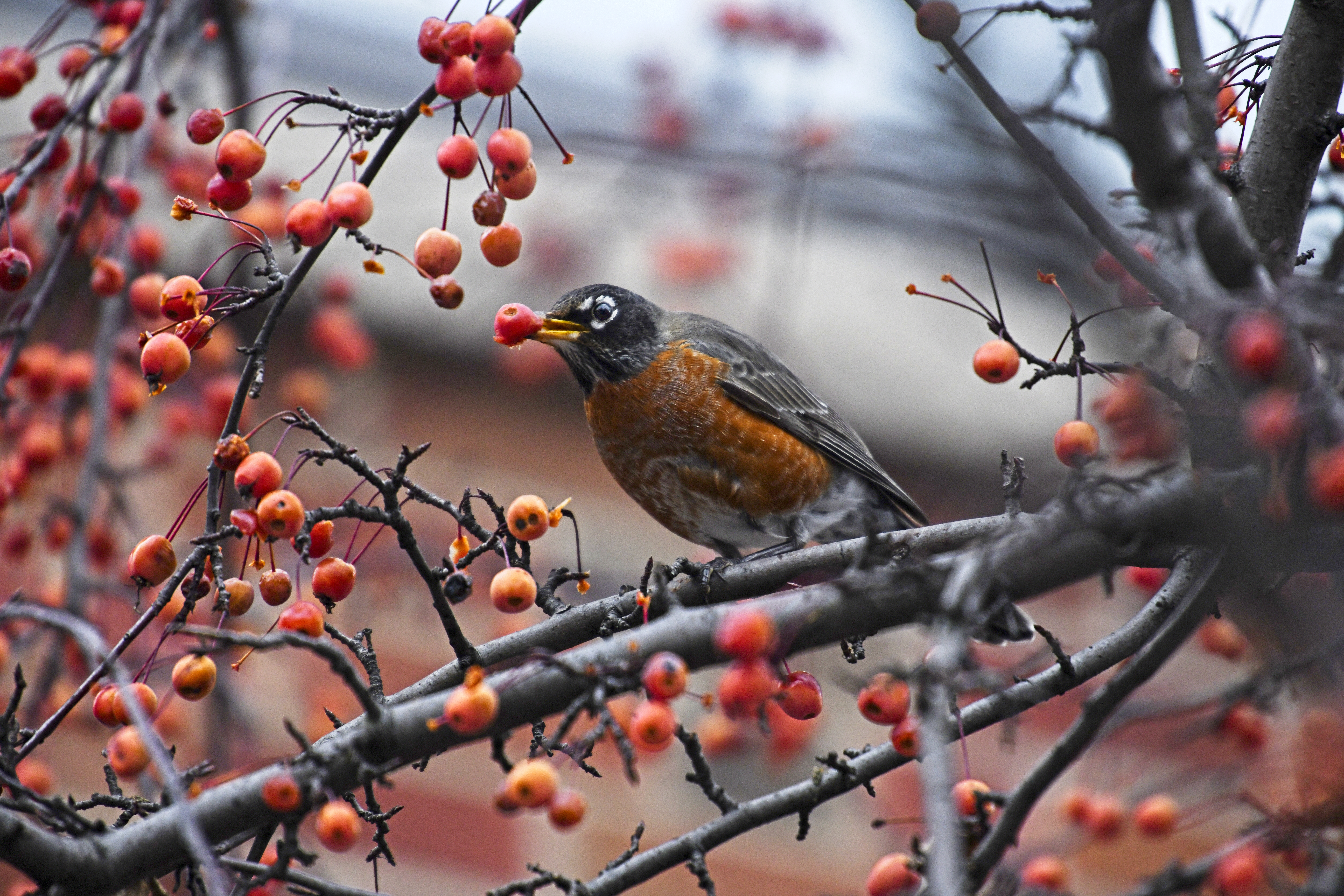
Взимку плоди є кормом для птахів

Дерево є рідним для північного Китаю (Маньчжурії) та Азійської частини Росії (Східний Сибір), Далекого Сходу Росії, Монголії, Китаю, Кореї, Бутану, Індії і Непалу.

## Морфологія
Чагарник або дерево, що росте на 10-15 м у висоту. Крона сферичної форми з дуже щільною поверхнею.

Пагони

Гілки гладкі і тонкі забарвлені в коричневий колір або оливковоподібний.

Листя

Еліптичної форми, або яйцеподібні, загострені на вершині, клинасті або округлі біля основи, 3-9 см завдовжки. Краї дрібно листя зубчасті. Хвіст довжиною 2-5 см.

Квіти

Досить великі (діаметром 3—3,5 см), білі або жовтуваті, з довгими чашелистиками. Шийка маточки довше тичинок.

Плід

Сферичні, маленькі, до 1 см в діаметрі, на тонких стеблах, червоні або жовті. Смак досить терпкий і кислий.

## Внутрішньовидові таксони
До підлеглих таксонів включають
- M. baccata var. baccata (10-14 метрів)
- M. baccata var. daochengensis
- M. baccata var. gracilis (4–6 m)
- M. baccata var. himalaica
- M. baccata var. jinxianensis
- M. baccata var. mandshurica (Манчжурське краб-яблуко, 5-10 м)
- M. baccata var. xiaojinensis

## Застосування
- Види стійкі проти морозу, дуже плодовиті.
- Використовується для посадки як декоративне паркове дерево і як підщепи.

Malus baccata var. mandshurica використовується для бонсай в Японії.